# Muntanyes Metal·líferes

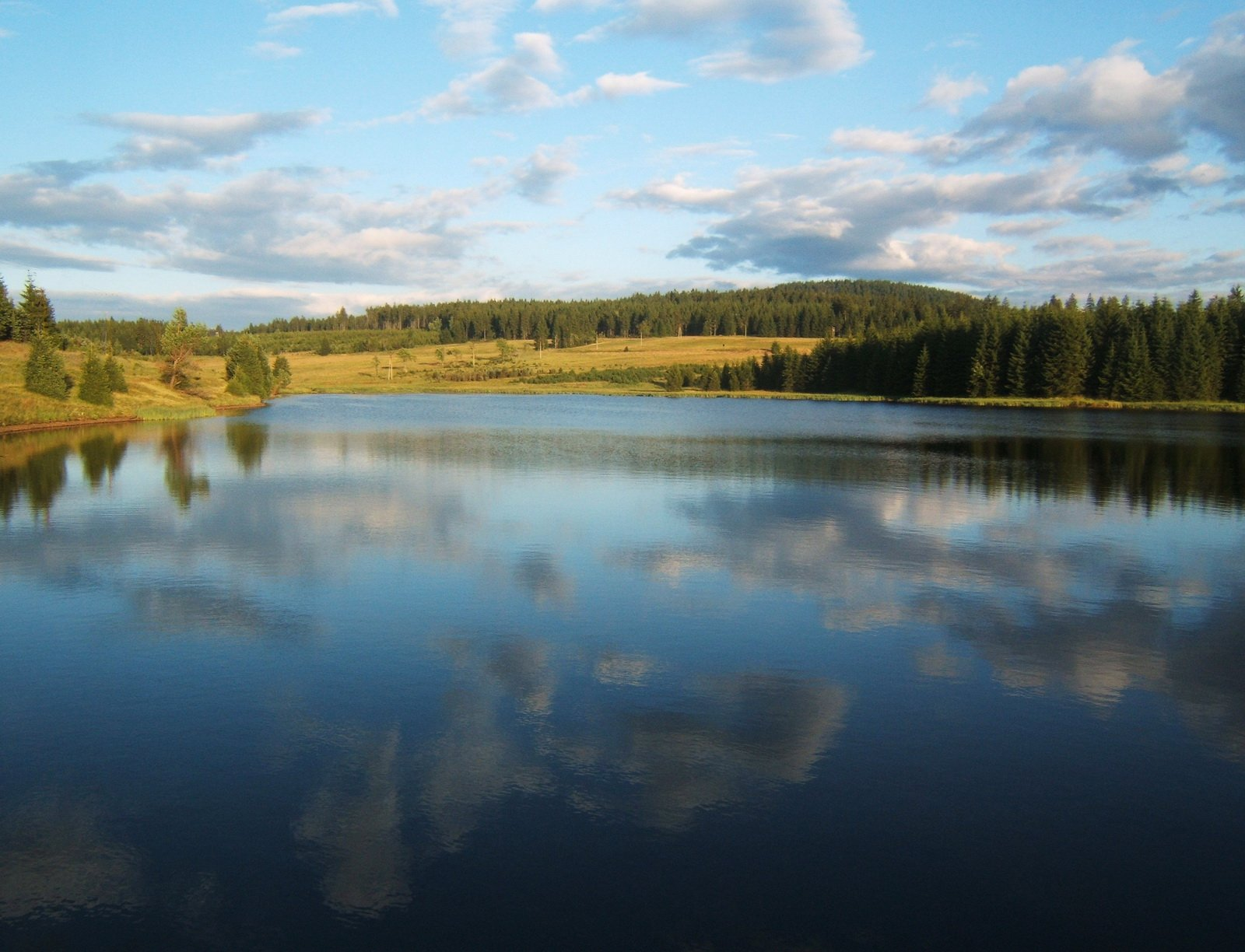
Myslivny

Les muntanyes metal·líferes (en alemany Erzgebirge, en txec  Krušné hory (?·pàg.)) formen una serralada a Europa central que va formar la frontera natural entre Bohèmia i Saxònia durant segles. Actualment la frontera entre la República Txeca i Alemanya passa just al nord per la carena principal de la serralada. Els cims més alts són el Klínovec (en alemany: Keilberg), (1224 m) i el Fichtelberg (1215 m).
Aquesta zona va ser important en l'establiment de la mineria moderna i és una de les muntanyes més investigades del món. Hi ha menes de ferro, coure, estany, tungstè, plom, plata, cobalt, bismut, urani i manganès.

## Geografia

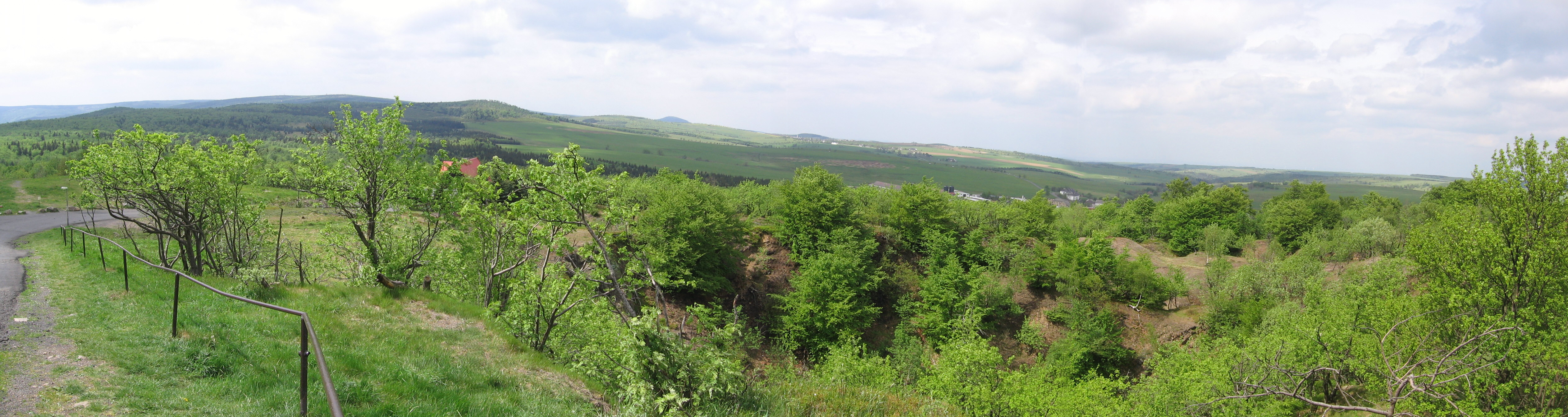
Vista des de Mückentürmchen.

Aquestes muntanyes són un bloc hercinià. Estan orientades de sud-oest a nord-est i fan uns 150 km de llargada amb uns 40 km d'amplada mitjana. Pertanyen al Massís de Bohèmia.

## Rius importants

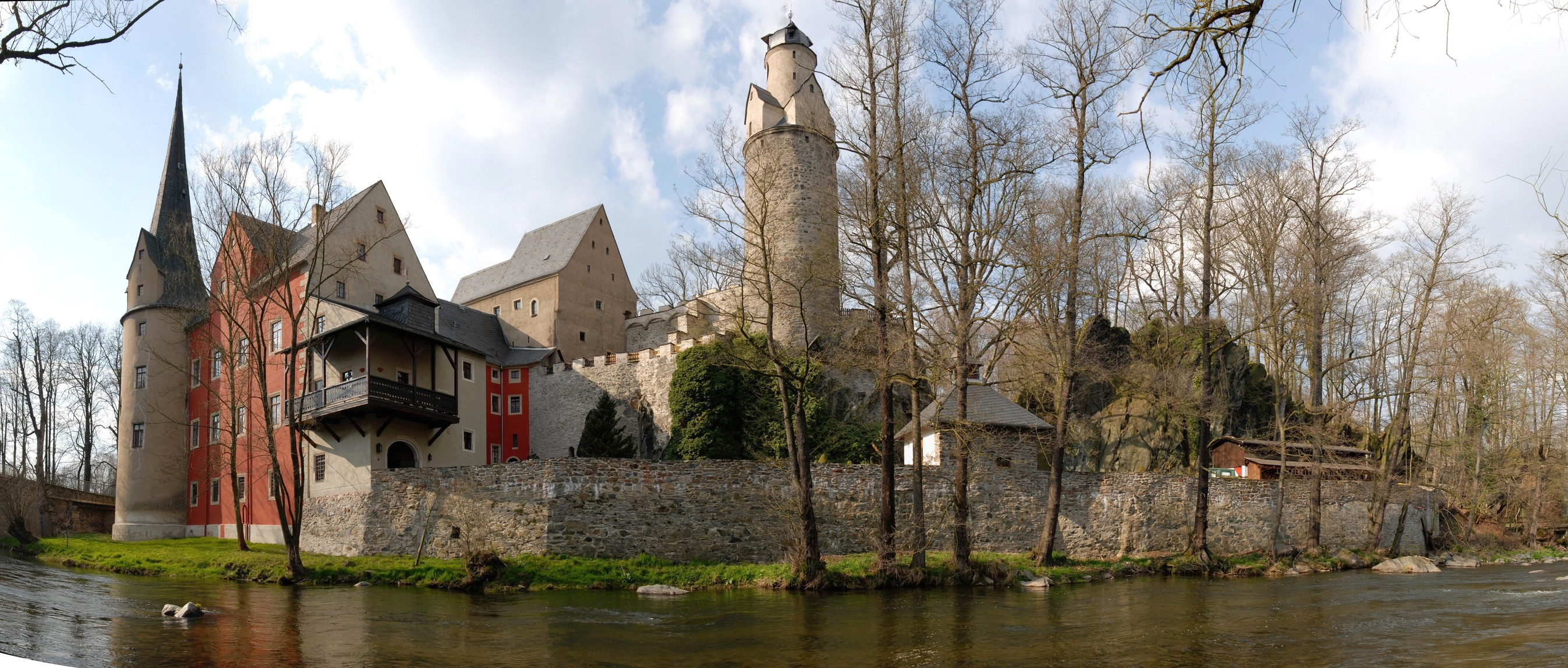
Castell Stein sobre el Zwickauer Mulde

D'oest a est:
- Zwota / Svatava (Zwodau)
- Rolava (Rohlau)
- Zwickauer Mulde
  - Schwarzwasser
  - Chemnitz
    - Würschnitz
    - Zwönitz
- Freiberger Mulde
  - Zschopau
    - Flöha
- Red Weißeritz i Wild Weißeritz
- Müglitz
- Gottleuba

## Clima

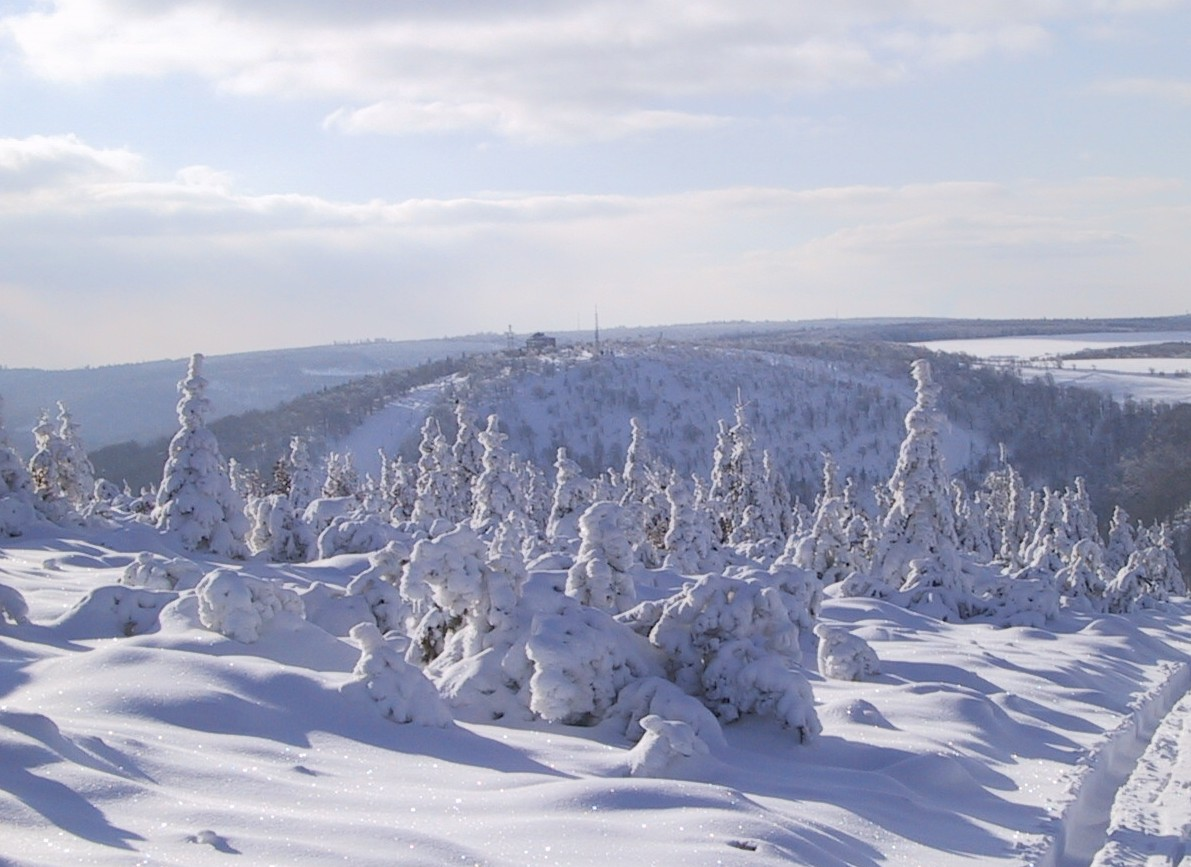
Stürmer a l'hivern

El clima de les parts altes d'aquestes muntanyes té temperatures notablement més baixes que les zones de la base de les muntanyes. Les temperatures mitjanes anuals es troben al voltant dels 3 graus Oberwiesenthal, que es troba a una altitud de 922 m té una temperatura mitjana anual de 3 °C. De mitjana hi ha 140 dies sense glaçades l'any. Antigament aquestes muntanyes rebien el nom popular de Sibèria de Saxònia.
La precipitació, per l'efecte orogràfic, és el doble (uns 1.100 litres) a aquestes muntanyes que a les parts baixes que l'envolten. Hi poden haver vents d'efecte Foehn amb vents del sud.
Pel seu clima hi ha molta acumulació de neu prop de Satzung i hi ha pins nans ja a uns 900 m d'altitud (molt per sota dels 1660-1800 m on es troben aquests tipus de pins als Alps).